# はるき
はるきは、ミカン科の常緑樹で柑橘類であり、タンゴール類の一種である。栽培は和歌山県内に限定されている。

## 概要
2002年に和歌山県果樹試験場において、清見を種子親に、「中野3号ポンカン」を花粉親として交配し育成された晩生のタンゴールであり、2021年10月に品種登録された。
不知火やはるみとは同じ交配組み合わせであり、兄弟品種にあたる。

## 特徴
果実はさじょう（果肉の粒）が大きく、サクサクとした食感が特徴。果実重は約180グラム程度。糖度は13-14度前後で良食味。果皮は手で剥きやすく、じょうのう膜は薄くて食べやすい。浮皮などの果皮障害は少ない。種子数はかなり少なくあまり入らない。収穫期は露地栽培の場合3月。
樹姿は直立性でポンカンに似る。樹勢は強く樹冠拡大が早い。隔年結果性は中程度で、枝のトゲは少なく、かいよう病の発生も少ないので栽培は中晩柑の中では容易な方である。
栽培および苗木の供給は和歌山県内に限定されているため、育成者権の存続期間中は他都道府県での栽培はできない。